# 内野安打
内野安打（ないやあんだ）は、野球における安打の一つ。フェアのゴロとなった打者の打球が内野に留まっている間に、打者走者が安全に一塁に生きた場合を言う。なお打撃記録上は通常の安打との違いは無い。多くの場合は単打となるが、稀に二塁打以上の安打になることもある。外野まで及んだ打球が安打になった場合は特別な名称が無く単に安打という。

## 内野安打になりやすい条件
- 左打者であること（左打者用のバッタースボックスの方が一塁に近いため）。
- 打者の足が速く、特に打った後のダッシュが速いこと。
- 内野の捕りにくい、もしくは（三塁付近など）一塁から遠い位置に打球を打つこと。
- 一塁に走者がいないこと（一塁走者がフォースアウトになってしまうと、安打が記録されないため）。
- 内野が天然芝であること。

などが挙げられる。特に人工芝の球場や、軟式野球では、強く叩きつけたゴロの打球が高く跳ね上がり、野手が打球の落下を待つまでの間に安打になることが多い。このような安打を特にボルチモア・チョップという。

## 内野安打にならない例
- 内野手（この場合は、内野に位置する野手のこと）が打球をファンブルしたなどの技術的なミスで処理できなかった場合や、ミスなく処理したがその後の送球が逸れてしまったために打者走者を一塁に生かしてしまった場合は、安打は記録されず、野手に失策が記録される。ただし、これらのミスがなくとも打者走者が安全に一塁に生きることができたと記録員によって判断された場合は安打になる。
- 外野の範囲まで内野手が下がって処理した場合、多くは内野手が打球に追いつくまでに打者が一塁に到達し、結果として安打になるが、内野手が処理していてもこの場合は打球が外野まで及んでいるため『内野』安打ではない。
- 打者走者が安全に一塁に生きても、野手が他の走者をアウトにするために一塁以外の塁に送球（野手選択）しており、かつ、その野手が最初から一塁に送球していれば打者走者をアウトにできていたと記録員が判断した場合は、打者には安打は記録されない。打者がバントしていた場合は、犠打が記録される。

## サヨナラゲームの場面で内野安打となる慣例（日本のみ）
無死又は1死走者三塁で、内野ゴロで本塁へ送球するも間に合わず得点となった場合、メジャーリーグや国際試合ならば公認野球規則に照らして野手選択が記録される。
しかし、日本に限って、サヨナラゲームが成立する場合は、内野手には本塁送球の選択肢しかなかったとして安打が記録される慣例がある。さらに、内野手が本塁送球を諦めて本塁生還より先に一塁で打者をアウトにしても、このアウトは無視されて安打扱いとなり、投手の投球回も記録されない（例として2005年8月30日の福岡ソフトバンクホークス対千葉ロッテマリーンズ。松中信彦の高く弾んだ一塁ゴロを一塁ベース付近で捕球した福浦和也だったが、三塁走者川崎宗則のスタートを見て本塁送球を諦め、惰性で一塁ベースを踏んだもの）。
これらの日本独自の記録は、野球規則にそのようなルールが存在するわけではなく、あくまでも日本の公式記録員による慣例である。

## 近年の最多内野安打記録

### 日本プロ野球（NPB）
| 年度 | 選手名   | 球団                   | 安打 | 内野安打 |
| ---- | -------- | ---------------------- | ---- | -------- |
| 2003 | 赤星憲広 | 阪神タイガース         | 172  | 43       |
| 2004 | 川﨑宗則 | 福岡ダイエーホークス   | 171  | 39       |
| 2005 | 青木宣親 | ヤクルトスワローズ     | 202  | 51       |
| 2006 | 赤星憲広 | 阪神タイガース         | 152  | 40       |
| 2007 | 青木宣親 | 東京ヤクルトスワローズ | 193  | 38       |
| 2008 | 赤星憲広 | 阪神タイガース         | 157  | 40       |

### メジャーリーグベースボール（MLB）
| 年度 | アメリカン・リーグ     | アメリカン・リーグ | アメリカン・リーグ | アメリカン・リーグ | アメリカン・リーグ | アメリカン・リーグ | ナショナル・リーグ     | ナショナル・リーグ | ナショナル・リーグ | ナショナル・リーグ | ナショナル・リーグ | ナショナル・リーグ |
| 年度 | 名前                   | 所属               | 安打               | IFH                | BUH                | 内野安打           | 名前                   | 所属               | 安打               | IFH                | BUH                | 内野安打           |
| ---- | ---------------------- | ------------------ | ------------------ | ------------------ | ------------------ | ------------------ | ---------------------- | ------------------ | ------------------ | ------------------ | ------------------ | ------------------ |
| 2015 | ホセ・アルトゥーベ     | HOU                | 200                | 34                 | 3                  | 37                 | ディー・ゴードン       | MIA                | 205                | 36                 | 16                 | 52                 |
| 2016 | ホセ・イグレシアス     | DET                | 119                | 24                 | 4                  | 28                 | シーザー・ヘルナンデス | PHI                | 161                | 21                 | 15                 | 36                 |
| 2017 | ホセ・アルトゥーベ     | HOU                | 204                | 30                 | 6                  | 36                 | ディー・ゴードン       | MIA                | 201                | 22                 | 18                 | 40                 |
| 2018 | ディー・ゴードン       | SEA                | 149                | 26                 | 8                  | 34                 | トレイ・ターナー       | WSN                | 180                | 25                 | 8                  | 33                 |
| 2019 | ハンサー・アルベルト   | BAL                | 160                | 18                 | 9                  | 27                 | アダム・イートン       | WSN                | 158                | 18                 | 9                  | 27                 |
| 2019 | ハンサー・アルベルト   | BAL                | 160                | 18                 | 9                  | 27                 | ビクター・ロブレス     | WSN                | 139                | 18                 | 9                  | 27                 |
| 2019 | ハンサー・アルベルト   | BAL                | 160                | 18                 | 9                  | 27                 | コルテン・ウォン       | STL                | 136                | 16                 | 11                 | 27                 |
| 2020 | ハンサー・アルベルト   | BAL                | 62                 | 13                 | 5                  | 18                 | スターリング・マルテ   | ARI/MIA            | 64                 | 11                 | 2                  | 13                 |
| 2021 | デビッド・フレッチャー | LAA                | 164                | 28                 | 2                  | 30                 | ジーン・セグラ         | PHI                | 149                | 23                 | 1                  | 24                 |
| 2022 | オースティン・ヘイズ   | BAL                | 134                | 23                 | 1                  | 24                 | トレイ・ターナー       | LAD                | 194                | 33                 | 0                  | 33                 |
| 2023 | フリオ・ロドリゲス     | SEA                | 180                | 29                 | 0                  | 29                 | ザンダー・ボガーツ     | SDP                | 170                | 30                 | 0                  | 30                 |
| 2024 | ジェレミー・ペーニャ   | HOU                | 160                | 31                 | 0                  | 31                 | ニコ・ホーナー         | CHC                | 159                | 25                 | 0                  | 25                 |

※IFH = インフィールド・ヒット（バント安打を除く内野安打）
※BUH = バント・ヒット（バント安打）